# Sphaerodactylus ariasae
Sphaerodactylus ariasae — вид геконоподібних ящірок родини Sphaerodactylidae. Ендемік Домініканської Республіки

## Опис
Sphaerodactylus ariasae є найменшим плазуном у світі. Другим за розмірами є S. parthenopion, поширений на Британських Віргінських островах. Довжина S. ariasae (без врахування хвоста) становить 14-18 мм, а вага 0,13 г. Кит синій, найбільша тварина у світі, є у 1600 разів більший та більш ніж в 1 мільярд разів важчий, ніж S. ariasae.

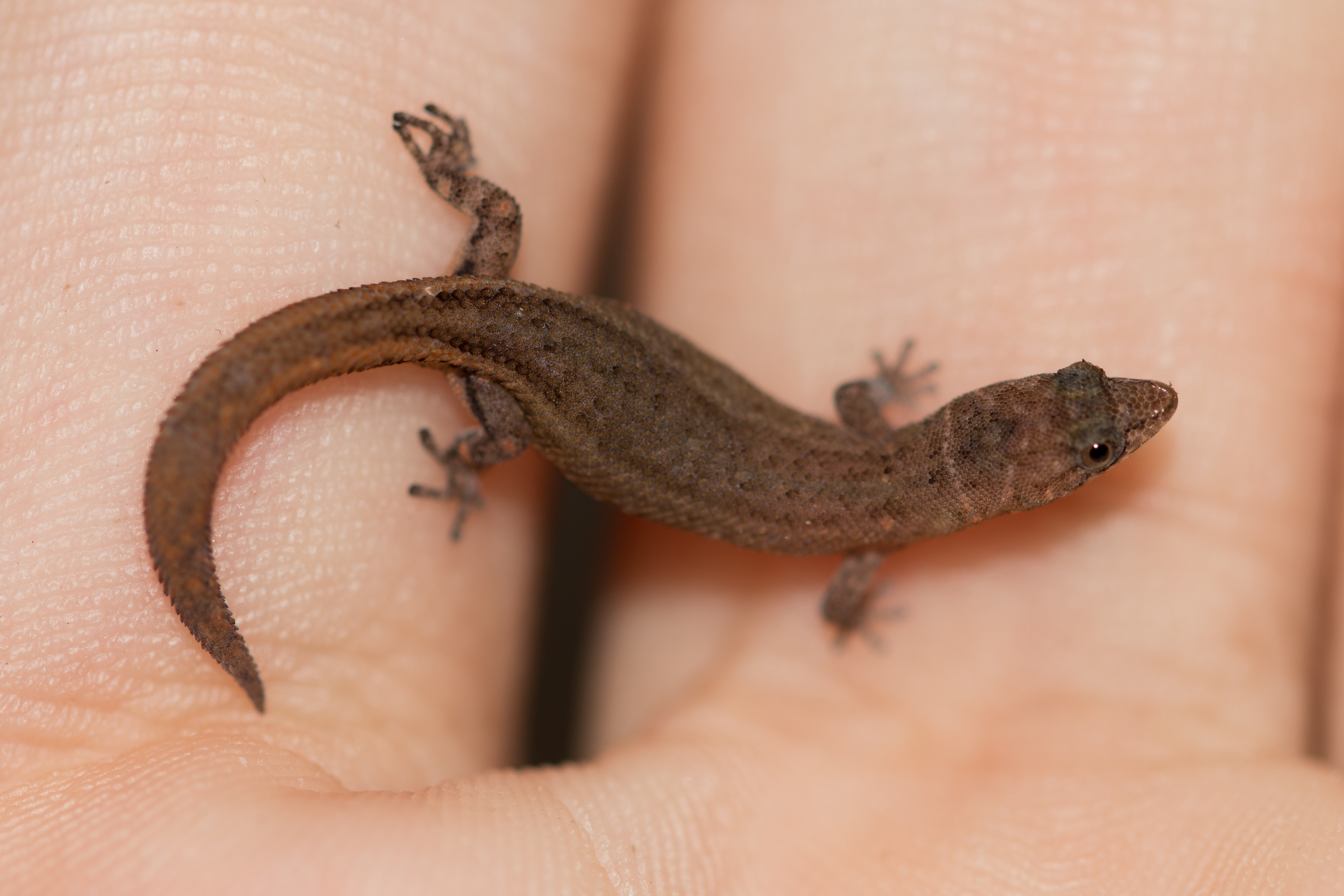
S. ariasae

## Поширення і екологія
Sphaerodactylus ariasae мешкають в національному парку Харагуа, на півдні півострова Бараона на крайньому півдні острова Гаїті та на сусідньому острові Беата. Вони живуть в сухих тропічних лісах, що ростуть на вапнякових ґрунтах, серед опалого листя.